# 이비 해먼드
이비 해먼드(Evey Hammond)는 앨런 무어와 데이비드 로이드의 만화 《브이 포 벤데타》에 등장하는 가공의 인물이다. 이비는 독재 정부의 비밀경찰들에게 강간을 당할 뻔 하지만, 브이에게 구출되고, 이후 브이와 그의 싸움에 복잡하게 말려들게 된다.